# Ermita de San Blas (Madrid)
La ermita de San Blas fue un templo con dedicación a San Blas ubicado en Atocha (Madrid). La ermita fue inaugurada el 3 de abril de 1588 por el arzobispo de Toledo, don Gaspar de Quiroga en los extremos de los Jardines del Buen Retiro. La romería que se celebraba el 3 de febrero era muy popular en el siglo XVI, siendo junto las vueltas de San Antón una de las primeras en ser celebradas al año. Se denominaba verbena de San Blas.

## Historia
Era habitual la colocación de ermitas con dedicación a San Blas en los barrios periféricos de las ciudades a finales del siglo XVI. El origen de la ermita se remonta al instante en el que don Luis de Paredes Paz obtiene como regalo de la reina doña Mariana de Austria una reliquia del Santo. Luis, y su mujer y Ana González de Lezcano, decidieron edificar una ermita donde rendir culto al santo. Luis Paredes solicitó al Ayuntamiento la concesión de un terreno para llevar a cabo la fundación. El Ayuntamiento de la Villa le cedió unos suelos en el camino de Atocha, ubicado en el alto denominado San Blas ubicado entre el santuario mariano y el monasterio de San Jerónimo, en los que don Luis de Paredes emprendió la construcción de una modesta capilla que, bajo la advocación de San Blas, corrió a cargo del maestro de obras Juan de Aguilar. Finalmente la ermita fue inaugurada el 3 de abril de 1588 por el arzobispo de Toledo, don Gaspar de Quiroga.
La romería al santo se celebraba a comienzos de febrero y era anterior justamente al carnaval. Una de las misiones era que el santo les protegiese de las enfermedades de garganta, de las que el santo era considerado popularmente como su protector. En las noches de San Juan y San Pedro los madrileños se acercaban a orillas de la ermita. Esta tradición se mantuvo hasta que se comenzó a popularizar las fiestas de Fiesta de Santiago el Verde en los sotos del Manzanares. 

Si a la ermita de San Blas
vas a coger la Verbena.

Siendo la de San Blas una de las verbenas más antiguas de la capital. Fiestas a las que no faltaba incluso la asistencia real.  Los alrededores de la ermita eran los lugares habituales de duelo, y resolución de disputas. Lope de Vega describe a don Félix en la comedia El caballero, de Moreto: 

Si vos sois tan Cauallero,
que esso será cosa llana,
a las seis de la mañana
junto á San Blas os espero.

La ermita se derriba en el siglo XIX y en su lugar el arquitecto Juan de Villanueva edifica el que es el Observatorio Astronómico Nacional.

## Celebraciones
La ermita congregaba desde sus inicios la fiesta popular de origen medieval, denominada el rey de los cochinos. Celebrada el día 17 de enero en honor a San Antonio Abad, cuya procesión finalizaba en la parroquia de San Antón. Otra de las celebraciones importantes en su alrededor era la romería que se celebraba el 3 de febrero era muy popular en el siglo XVI, siendo junto las vueltas de San Antón una de las primeras en ser celebradas al año. Se denominaba verbena de San Blas. Durante el siglo XVII tuvieron la fama de ser las primeras del año (las últimas corresponden a la romería de San Eugenio), hasta que fueron extinguiéndose a favor de las de San Antonio.